# Danielle de Niese
Danielle de Niese (Melbourne, Austràlia, 11 d'abril 1979) és una soprano nord-americana nascuda a Austràlia, de pares emigrats de Sri Lanka, amb ascendència cingalesa i neerlandesa.

## Inicis i carrera nacional
Va créixer a Los Angeles, Califòrnia, on es va formar en la Colburn School, estudiant dansa, música i piano. Va guanyar concursos televisius per a joves artistes. Va debutar en l'Òpera del Metropolitan de Nova York, amb dinou anys, en el paper de Barbarina de Les noces de Fígaro, amb Renée Fleming, Bryn Terfel i Cecilia Bartoli com a companys de repartiment i sota la direcció de James Levine, qui la va convidar a cantar amb el Met Chamber Ensemble.
Va donar vida a altres personatges barrocs i clàssics per a l'Òpera de Los Angeles, la de Santa Fe, i va actuar en concerts amb l'Orquestra Filharmònica de Nova York, l'Orquestra de Cleveland, l'Orquestra Simfònica Nacional i l'Orquestra Simfònica de San Francisco.

## Carrera internacional
La seva carrera internacional va començar en l'Òpera dels Països Baixos, en el Festival Saito Kinen i en l'Òpera de París, on també va interpretar Les índies galants de Rameau. La seva estrena italiana la va fer amb Orfeu i Eurídice de Gluck en el Teatro de San Carlo de Nàpols. Va debutar a Zúric amb el paper de Poppea de Monteverdi sota la batuta de Nikolaus Harnoncourt. Va destacar la seva interpretació de Cleòpatra en l'òpera Giulio Cesare de Haendel, sota la direcció de William Christie i amb producció de David McVicar, en el Festival Glyindebourne.
Compta amb un contracte exclusiu amb DECCA, estrenat amb l'enregistrament de l'àlbum Handel Arias amb adreça de William Christie al capdavant de Les Arts Florissants. En l'Òpera de Lió va encarnar la Despina de Cosi fan tutte en la primavera de 2006, que va ser gravada para DVD per EMI.
A finals de 2006, quan "De Nederlandse Opera" va posar en escena les tres òperes de Mozart-Da Ponte dirigides per Ingo Metzmacher, de Niese va cantar Susanna a Les noces de Fígaro i Despina a Così fan tutte. El 2009, de Niese va fer el seu debut al Covent Garden en la producció de "The Royal Opera" dAcis i Galatea de Handel, dirigida pel coreògraf Wayne McGregor i gravada en DVD.
A partir del 31 de desembre de 2011 i fins al gener de 2012, de Niese va aparèixer com Ariel a The Enchanted Island, una òpera pastiche creada per Jeremy Sams per a la Metropolitan Opera. L'actuació del 21 de gener es va emetre a tot el món com a transmissió de vídeo MET HD. Posteriorment, ha tornat al Met com Cleopatra a Giulio Cesare (2013) de Handel, Despina a Così fan tutte (2013) i Susanna a Les noces de Fígaro (2014).
Al març de 2012, de Niese va aparèixer com a Norina a Don Pasquale a l'Òpera de San Diego. Va interpretar aquest paper de nou l'any següent a l'Òpera del Festival de Glyndebourne. El novembre de 2013 va retratar Poppea a Agripina de Händel al Liceu. El 2014 va aparèixer com a heroïna principal a La Calisto de Francesco Cavalli a l'Òpera Estatal de Baviera, va cantar Anne Trulove a The Rake's Progress al Teatro Regio de Torí i va interpretar el paper principal a Partenope de Händel a l'Òpera de San Francisco.
El febrer de 2015, de Niese va cantar Susanna a Les noces de Fígaro a l'Òpera Estatal d'Hamburg. L'agost de 2015 va tornar a l'Òpera del Festival de Glyndebourne amb les representacions de Concepción a L'heure espagnole i el paper principal a L'enfant et les sortilèges de Ravel. El desembre de 2015 va crear el paper de Roxane Coss a l'estrena mundial de l'òpera Bel Canto de Jimmy López a la Lyric Opera de Chicago.
El 2017 va veure el seu debut a l'escenari a Austràlia com a Hanna Glawari a la producció de Graeme Murphy de The Merry Widow per a l'Òpera Austràlia en actuacions a l'Arts Centre Melbourne i a la Sydney Opera House, dirigida per Vanessa Scammell.
El setembre de 2018, va aparèixer com a nàufrag al programa de llarga durada de la BBC Radio 4, "Desert Island Discs".
El 2019 va interpretar Aldonza/Dulcinea a Man of La Mancha amb l'"English National Opera" al Coliseum de Londres al costat de Kelsey Grammer com Cervantes/Quixot, Peter Polycarpou com Sancho i Nicholas Lyndhurst com a Governador/Hostaler.
El febrer de 2020 va crear el paper principal en l'estrena mundial dEurídice, escrita per Matthew Aucoin amb llibret de Sarah Ruhl, a l'Òpera de Los Angeles.

## Àlbums
- Semele (2004)
- Händel Àries (2008)
- Raaff (2009)
- L'àlbum de Mozart (2009)
- Diva (2010)
- Beauty of the Baroque (2011), amb Andreas Scholl, i l'"The English Concert" dirigit per Harry Bicket[13]

## Vida personal
De Niese (anomenada Danni pels seus amics i col·legues) es va casar amb Gus Christie, net de John Christie i president del Glyndebourne Festival Opera, el 19 de desembre de 2009 a St Bartholomew-the-Great, Londres. Des del seu matrimoni ha viscut a Glyndebourne a Sussex, Anglaterra. La parella té dos fills.
El 2015 va ser convidada a convertir-se en mecenes de l'organització benèfica australiana d'arts escèniques, "Tait Memorial Trust".